# Leineaue zwischen Hannover und Ruthe
Die Leineaue zwischen Hannover und Ruthe ist ein Naturschutzgebiet in den niedersächsischen Städten Hannover, Hemmingen, Laatzen und Pattensen in der Region Hannover sowie der Stadt Sarstedt im Landkreis Hildesheim.

## Allgemeines
Das Naturschutzgebiet mit dem Kennzeichen NSG HA 239 ist circa 968 Hektar groß. Es ist nahezu identisch mit dem gleichnamigen FFH-Gebiet. Es ersetzte das bisherige Naturschutzgebiet „Alte Leine“ und den größten Teil des Naturschutzgebietes „Leineaue zwischen Ruthe und Koldingen“. Außerdem gingen Teile des Landschaftsschutzgebietes „Obere Leine“, von dem das Naturschutzgebiet in der Region Hannover ansonsten zu einem großen Teil umgeben ist, im Naturschutzgebiet „Leineaue zwischen Hannover und Ruthe“ auf. Das Gebiet steht seit dem 29. April 2021 unter Naturschutz. Zuständige untere Naturschutzbehörden sind die Region Hannover und der Landkreis Hildesheim.

## Beschreibung

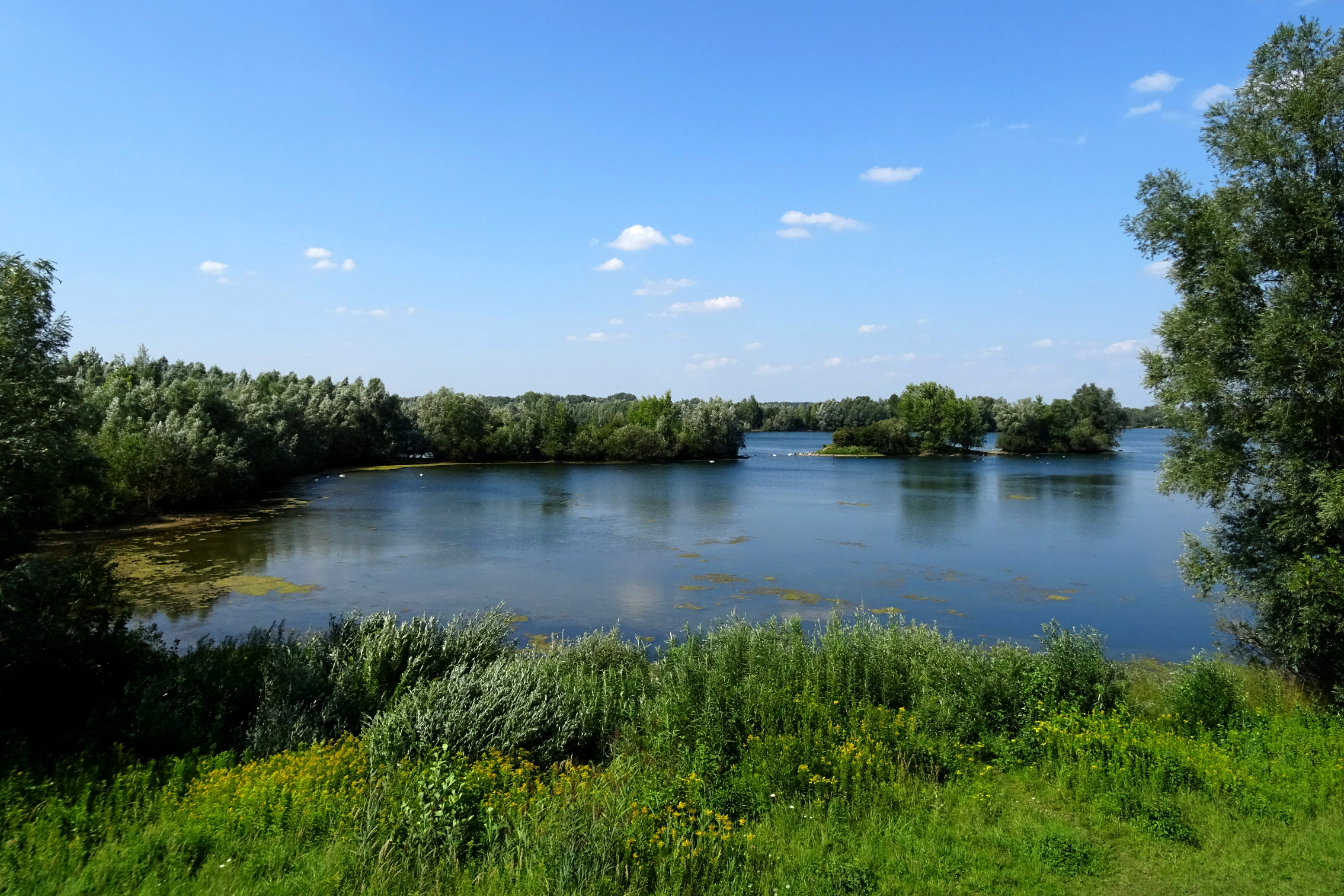
Ehemaliges Kiesabbaugewässer in der Leineaue

Das Naturschutzgebiet liegt südlich von Hannover. Es umfasst einen Teil der Leineaue mit der Leine, der Alten Leine, dem Fuchsbach östlich von Pattensen und den Koldinger Mühlengraben nördlich von Koldingen sowie südlich von Rethen in der Leineniederung liegende ehemalige Kiesabbaugewässer.
Die Leine verläuft im Naturschutzgebiet relativ naturnah und unterliegt der natürlichen Überflutungsdynamik. Sie wird von Galeriewäldern, Weidengebüschen und Hochstaudenfluren begleitet. In der Leine ist teilweise flutende Unterwasservegetation zu finden. Hier siedeln unter anderem Kammlaichkraut, Flutender Wasserhahnenfuß und Wassermoose. Die Leineaue ist teilweise naturnah mit Altarmen, Stillgewässern und Resten der Auwälder ausgeprägt. Die Stillgewässer in Norden wie auch die Kiesgrubengewässer im Süden des Naturschutzgebietes beherbergen unter anderem Gelbe Teichrose, Durchwachsenes Laichkraut, Gegensätzliche Armleuchteralge, Spreizenden Wasserhahnenfuß, Raues Hornblatt, Wasserknöterich und Einfachen Igelkolben. Die Auwälder sind als Weichholzwald mit Schwarzerle und Silberweide bzw. als Hartholzauwald mit Stieleiche, Gewöhnlicher Esche, Flatterulme und Feldulme ausgebildet. In der Krautschicht der Weichholzauwälder siedeln beispielsweise Wasserschwaden, Rohrglanzgras und Scharbockskraut. Die Hochstaudenfluren werden unter anderem von Flussgreiskraut, Gewöhnlichem Blutweiderich und Sumpfziest gebildet.
Insbesondere im Norden des Naturschutzgebietes sind großflächig Grünländer zu finden, die überwiegend landwirtschaftlich genutzt werden. Diese sind vielfach als artenreiche Mähwiesen ausgebildet. Hier siedeln unter anderem Echte Schlüsselblume, Magerwiesenmargerite, Rosenmalve, Wiesenplatterbse, Wiesenschaumkraut und Fadenklee. Auf Magerrasen siedeln beispielsweise Sandhornkraut, Acker-Schmalwand, Quendelsandkraut, Hügelvergissmeinnicht, Zusammengedrücktes Rispengras und Scharfer Mauerpfeffer. Flutrasen werden unter anderem von Flutendem Schwaden, Gewöhnlicher Sumpfbinse, Schlanksegge, Fuchssegge und Gelber Wiesenraute gebildet. Nur kleinflächig sind im Naturschutzgebiet auch ackerbaulich genutzte Flächen vorhanden. Auf Brachen sind unter anderem Großseggenriede mit Schlank- und Ufersegge und Röhrichte mit Schilfrohr, Breitblättrigem Rohrkolben, Rohrglanzgras und Wasserschwaden ausgebildet.
Im Nordosten des Naturschutzgebietes liegen zwischen dem Heiseder Entwässerungsgraben und den Bahndämmen der Schnellfahrstrecke Hannover–Würzburg und der Hannöverschen Südbahn ehemalige Stapelbecken der 1993 geschlossenen Zuckerfabrik in Rethen. Die Teiche werden heute mit Wasser aus einem Regenrückhaltebecken gespeist.
Entlang der Terrassenkanten im Westen des Naturschutzgebietes stocken teilweise Eichen- und Hainbuchenmischwälder unter anderem mit Großem Hexenkraut, Scharbockskraut, Geflecktem Aronstab, Bärlauch und Hohlem Lerchensporn in der Krautschicht.
In der Leine lebt eine vielfältige Fischfauna. So sind hier unter anderem Bach- und Meerforelle, Hecht, Bitterling, Rotfeder, Aal, Barbe, Steinbeißer und Schlammpeitzger heimisch. Der Fluss hat landesweite Bedeutung als überregionale Fischwanderroute und als Laich- und Aufwuchsgewässer für Wanderfische. Das Naturschutzgebiet beherbergt Vorkommen von Biber und Fischotter. Es ist Lebensraum verschiedener Fledermäuse, darunter Großes Mausohr, Teichfledermaus, Große und Kleine Bartfledermaus, Fransenfledermaus, Mückenfledermaus und Wasserfledermaus. Das Naturschutzgebiet ist auch Lebensraum und Brutgebiet zahlreicher Wasser- und Wiesenvogelarten sowie von besonderer Bedeutung als Rastgebiet für zahlreiche Gastvogelarten. Hierzu zählen beispielsweise Weißstorch, Silberreiher, Blässgans, Löffelente, Krickente, Schellente, Schnatterente, Spießente, Tafelente, Reiherente, Haubentaucher, Gänsesäger, Zwergsäger, Kiebitz, Wachtelkönig, Flussuferläufer, Flussregenpfeifer, Wendehals, Eisvogel und Uferschwalbe. Amphibien sind im Naturschutzgebiet beispielsweise durch Wasserfrosch, Grasfrosch, Laubfrosch, Knoblauchkröte, Teich- und Kammmolch vertreten. Das Naturschutzgebiet ist auch Lebensraum verschiedener Insekten, darunter diverse Laufkäferarten, der Sandohrwurm und zahlreiche Libellenarten.
Der Kiesabbau im südlichen Bereich des Naturschutzgebietes wurde Ende 2002 eingestellt. Die Bereiche zwischen den Seen sind vielfach Brachen und Ruderalflächen mit Kies-, Sand- und Geröllflächen.
Das Naturschutzgebiet dient auch als Naherholungsgebiet. Es ist von mehreren Wegen durchzogen. Ein Konzept zur Besucherlenkung koordiniert beide Funktionen des Gebietes und hält Störungen gering. An mehreren Stellen befinden sich Informationstafeln. Zwei Aussichtstürme bieten Möglichkeiten zur Naturbeobachtung über einen Teil der Koldinger Seen (auch: Koldinger Teiche) und anliegender Bereiche. Einer der Türme befindet sich im Norden des Naturschutzgebietes am Westufer des Großen Koldinger Sees, der andere, im Sommer 2011 errichtete Turm, im Süden des Großen Koldinger Sees.
Bei Grasdorf, einem Ortsteil von Laatzen, befindet sich ein Wasserwerk zur Trinkwassergewinnung. Im Norden grenzt das Naturschutzgebiet an die Landesstraße 389, zwischen Rethen und Koldingen wird es von der Bundesstraße 443 gequert. Im Süden grenzt es bei Ruthe an die Kreisstraße 514. Der südliche Teil des Naturschutzgebietes wird im Osten teilweise von der Schnellfahrstrecke Hannover–Würzburg begrenzt. Einzelne Bereiche sind aus dem Geltungsbereich der Naturschutzverordnung ausgenommen, darunter die Gelände mehrerer Wassersportvereine, eines Jugendgästehauses, einer Gaststätte („Wiesendachhaus“) sowie eine Kleingartenanlage und das Wasserwerk Grasdorf.